# 靖國神社の歌
靖国神社の歌(やすくにじんじゃのうた)は、靖国神社が歌われている歌。以下の2種類が存在する。
1. 1940年（昭和15年）に主婦の友社が公募した歌。作詞：細渕国造、作曲：和真人（海軍軍楽隊）。翌1941年に日本ビクターより発売。
2. 堀田利夫の歌。作詞：島田磬也、作曲：生村桂一郎。